# Pedro Espada

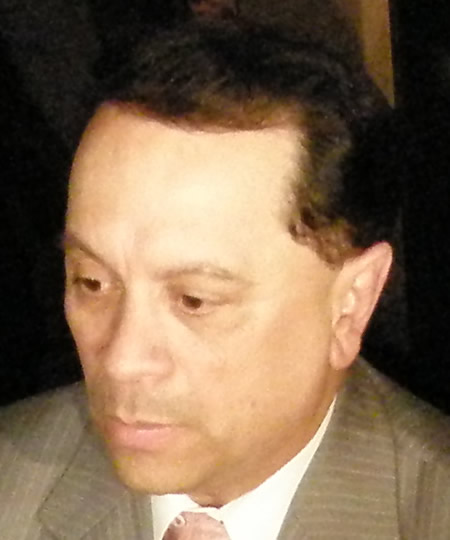
Pedro Espada (2009)

Pedro Espada Jr. (* 20. Oktober 1953 in Coamo, Puerto Rico) ist ein US-amerikanischer Politiker. Im Jahr 2009 war er kommissarischer Vizegouverneur des Bundesstaates New York.

## Werdegang
Im Alter von fünf Jahren kam Pedro Espada mit seinen Eltern nach New York City, wo er die öffentlichen Schulen besuchte. Anschließend studierte er bis 1975 an der Fordham University. Ende der 1970er Jahre wurde er kommunalpolitisch in Manhattan und Harlem tätig. Er war an der Gründung des Soundview Health Center beteiligt und setzte einen Schwerpunkt seiner politischen Arbeit auf das Gesundheitswesen. Dabei wurde er Mitglied der Demokratischen Partei. Im Jahr 1988 scheiterte er in den Vorwahlen seiner Partei für den Kongress. Zwischen 1993 und 1996, von 2001 und 2002 sowie nochmals in den Jahren 2009 und 2010 saß er im Senat von New York. Im Jahr 2003 war er Mitglied des Stadtrats von New York. 
Von 2009 bis 2010 war Espada demokratischer Fraktionsleiter im Staatssenat. In dieser Zeit kam es zur sogenannten New York State Senate Leadership Crisis, in der er eine Hauptrolle spielte. Zusammen mit einem weiteren Demokraten und 30 republikanischen Staatssenatoren gelang es ihm, vorübergehend die Mehrheitsverhältnisse zu seinen Gunsten umzukehren. Da er dabei auch President Pro Tempore des Staatssenats wurde, hatte er zwischen dem 8. Juni und dem 9. Juli 2009 auch die Funktion des Vizegouverneurs kommissarisch inne. Das Amt war seit 2008 vakant und wurde bis zu den nächsten Wahlen vom jeweiligen Senatspräsident ausgeübt. Damit war er nach David Paterson,  Joseph Bruno, Dean Skelos und Malcolm Smith bereits der fünfte Vizegouverneur seines Staates innerhalb einer Amtsperiode. Mit Richard Ravitch sollte dann sogar noch ein sechster folgen, ehe dann im Jahr 2011 mit Robert Duffy wieder ein regulär gewählter Vizegouverneur sein Amt antrat. Außer Paterson übten die anderen dieses Amt nur kommissarisch aus.
Espada blieb bis 2010 demokratischer Fraktionschef. Dann wurde bekannt, dass die Behörden gegen ihn wegen Betrugs ermittelten. Im Jahr 2012 wurde er von einem Gericht zu fünf Jahren Gefängnis verurteilt, weil er Geld von einer vom Bund finanzierten Klinik zu seinen privaten Zwecken veruntreut hatte. Trotz der bereits gegen ihn laufenden Ermittlungen kandidierte Espada 2010 erneut für den Staatssenat, scheiterte aber in den Vorwahlen seiner Partei.